# Cymatura spumans
Cymatura spumans es una especie de escarabajo longicornio del género Cymatura, tribu Xylorhizini, subfamilia Lamiinae. Fue descrita científicamente por Guérin-Méneville en 1847.
La especie se mantiene activa durante los meses de enero, noviembre y diciembre.

## Descripción
Mide 20,5-35 milímetros de longitud.

## Distribución
Se distribuye por Angola, Botsuana, Etiopía, Kenia, Malaui, Mozambique, Namibia, República Democrática del Congo, República del Congo, República Sudafricana, Tanzania, Zambia y Zimbabue.